# أندرو كونيغ
أندرو كونيغ (بالإنجليزية: Andrew Koenig)‏ هو سياسي أمريكي، ولد في 21 ديسمبر 1982. حزبياً، نشط في الحزب الجمهوري. وقد انتخب عضو مجلس نواب ولاية ميسوري.

## وصلات خارجية
- الموقع الرسمي